# Kazimierz Głębski
Kazimierz Głębski, także Głąbski (ur. 14 stycznia lub 14 października 1910 w Łodzi, zm. ?) – polski działacz państwowy i partyjny, starosta hrubieszowski i zamojski, przewodniczący Prezydiów Miejskiej Rady Narodowej w Lublinie i Powiatowej Rady Narodowej w Zamościu, w latach 1953–1954 przewodniczący Prezydium Wojewódzkiej Rady Narodowej w Lublinie, poseł na Sejm I kadencji. 

## Życiorys
Syn Kazimierza i Bronisławy, z zawodu technik. Od 1932 do 1934 działał w Komunistycznym Związku Młodzieży Polski, następnie do 1938 członek Komunistycznej Partii Polski. Podczas II wojny światowej pod pseudonimem „Paweł” walczył w Gwardii Ludowej i Armii Ludowej.
W 1942 wstąpił do Polskiej Partii Robotniczej, w 1948 przeszedł do Polskiej Zjednoczonej Partii Robotniczej. Między 1944 a 1951 członek egzekutyw Komitetów Powiatowych PPR w Łukowie i Hrubieszowie oraz Komitetu Powiatowego PZPR w Zamościu. Jednocześnie zajmował stanowiska pełnomocnika powiatowego PKWN w Łukowie ds. reformy rolnej (1944), starosty hrubieszowskiego (1945–1948) i zamojskiego (1948–1950). Kierował Prezydium Powiatowej Rady Narodowej w Zamościu (czerwiec 1950 – luty 1951) i Miejskiej RN Lublinie (luty 1951 – luty 1953), zaś od 6 lutego 1953 do 15 grudnia 1954 szefował prezydium Wojewódzkiej Rady Narodowej w Lublinie. W latach 50. wszedł także w skład egzekutywy Miejskiego i Wojewódzkiego Komitetu PZPR. Od 1952 do 1956 wykonywał mandat posła na Sejm I kadencji z okręgu Lublin.

## Odznaczenia
W 1949 odznaczony Orderem Sztandaru Pracy II klasy.